# Hans-Purrmann-Gymnasium Speyer
Das Hans-Purrmann-Gymnasium (HPG) ist ein öffentliches Gymnasium in Speyer.

## Geschichte
1841 wurde als erster Vorläufer des HPG eine private Höhere Töchterschule in Speyer gegründet. 1863 zog sie in die Hagedorngasse 6 um und wurde 1879 öffentlich. Der erste Abiturjahrgang wurde 1941 verabschiedet. Von März bis September 1945 wurde der Unterricht aufgrund der Kriegsereignisse eingestellt. 1950 wurde es zum Städtischen Neusprachlichen Gymnasium, dass auch Jungen offenstand (Koedukation). Die Schule zog 1959 zum Siebertplatz und 1967 in den bis heute genutzten Neubau um. 1967 wurde sie nach dem Pfälzer Maler Hans Purrmann benannt. 1977 wurde ein Erweiterungsbau eingeweiht und der Verein der Ehemaligen und Förderer des Staatlichen Hans-Purrmann-Gymnasiums e.V. gegründet.

## Schulprofil
Das HPG bietet Englisch, Französisch, Latein, Russisch und Spanisch als Fremdsprachen an und bereitet auf DELF-Zertifikate vor. Es werden außerdem Austauschprogramme nach St. Albans, England, nach Straßburg, Frankreich und nach Asunción, Paraguay angeboten.

## Bekannte Persönlichkeiten

### Lehrer
- Joachim Paul Heinz (* 1954), Historiker

### Schüler
- Reinhard Oelbermann (1955–2019), Buchhändler und Politiker (CDU)
- Wolfgang Büchner (* 1966), Journalist
- Matthias Steffan (* 1976), Politiker
- Lana Eberle (* 2003), Radrennfahrerin